# Biserici de lemn din Ialomița
Bisericile de lemn din județul Ialomița:
- Dridu-Snagov;
- Poiana (strămutată la Slobozia).